# ووووشوو
ووووشوو (به لاتین: Łowoszów) یک روستا در لهستان است که در گمینا اولسنو (استان اوپوله) واقع شده‌است. ووووشوو ۵۴۵ نفر جمعیت دارد.